# A cseh filmművészet nőalakjainak listája

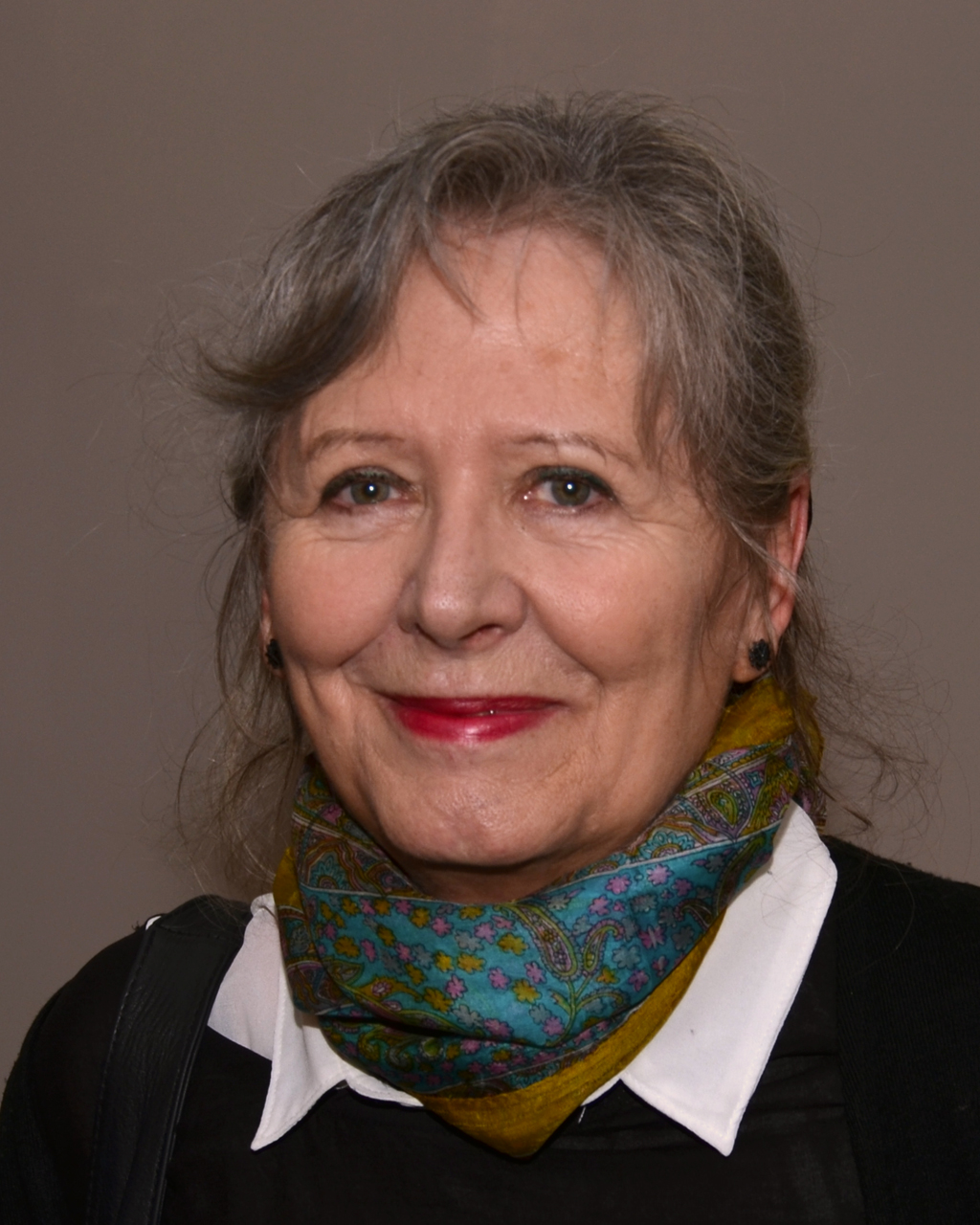
Helena Třeštíková 2018-ban

Ez a cseh filmművészet kiemelkedő nőalakjainak listája. A szerzők betűrendbe vannak rendezve, kiegészítve az egyes szakmákkal. A cseh filmszínésznők nincsenek besorolva.

## A
- Boca Abrhámová, filmtörténész, forgatókönyvíró, színésznő

## B
- Karin Krajčo Babinská (* 1974), filmrendező
- Belicová Klára, operatőr
- Jasmína Blaževič dokumentarista
- Lucie Bokšteflová, filmforgatókönyvíró
- Tereza Brdečková (* 1957) filmíró, forgatókönyvíró, dramaturg és publicista

## C
- Andrea Culková, dokumentumfilm-rendező

## Č
- Viera Čákanyová (* 1980), dokumentumfilm-rendező
- Kateřina Černá, filmproducer
- Thea Červenková (1878–1961), filmrendező
- Alena Činčerová (* 1954), dokumentumfilm-rendező

## D
- Olga Dabrowská (* 1968) filmrendező, forgatókönyvíró és dramaturg
- Karolína Davidová, filmproducer

## F
- Marta Ferencová (* 1973), szlovák filmrendező

## G
- Hana Gomoláková

## H
- Hana Hamplová (sz. Hovorková), fotós, a FAMU diplomása
- Hedvika Hansalová, vágó
- Jana Hojdová, operatőr
- Angelika Hanauerová, dokumentarista
- Erika Hníková, dokumentarista
- Dagmar Hyková-Táborská, filmvágó
- Alena Hynková, filmrendező
- Šárka Hejnová, filmes jelmeztervező

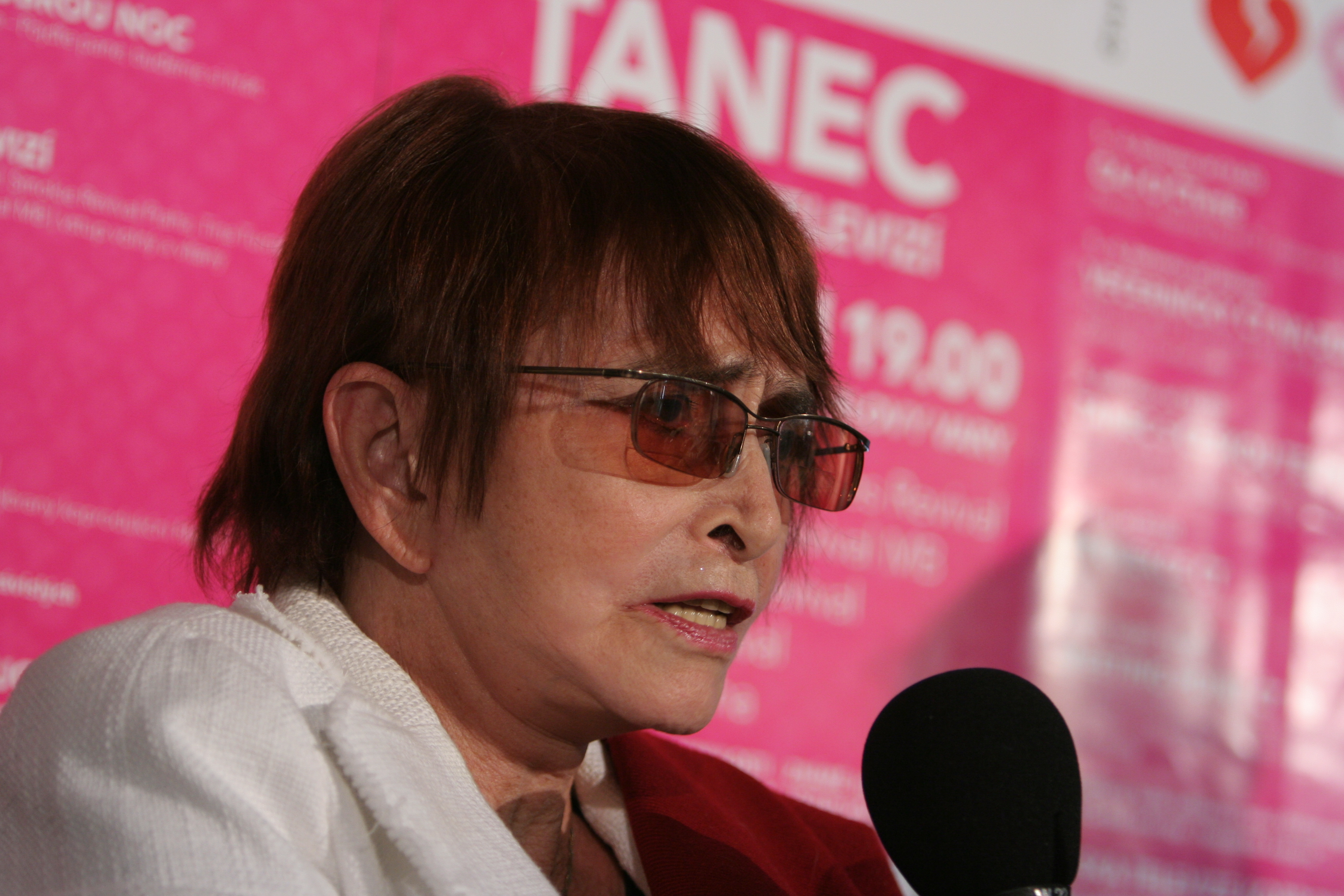
Věra Chytilová 1929–2014

## Ch
- Věra Chytilová cseh rendező és forgatókönyvíró
- Irena Charvátová, cseh forgatókönyvíró

## I
- Lenka Ivančíková, filmrendező

## J
- Antonie Janková (= Tonička Janková), filmvágó
- Linda Kallistová Jablonská, dokumentarista

## K
- Lucia Kajánková, rendező és kreatív producer
- Kateřina Karhánková, animátor és rendező
- Sandra Klouzová, filmhangmérnök
- Rozálie Kohoutová, filmrendező
- Galina Kopaneva, filmes publicista
- Drahomíra Králová (1930–2007, filmrendező
- Ester Krumbachová (1923–1996) filmrendező, forgatókönyvíró, színpadi tervező és jelmeztervező
- Lucie Králová, cseh dokumentarista

## L
- Veronika Lišková, dokumentumfilm-rendező és producer
- Kateřina Lojdová, színésznő, politikus, producer

## M
- Molas veje Alexandra Májová, filmanimátor
- Lenka Mikulová, filmhangmérnök
- Bozena Možíšová, filmanimátor

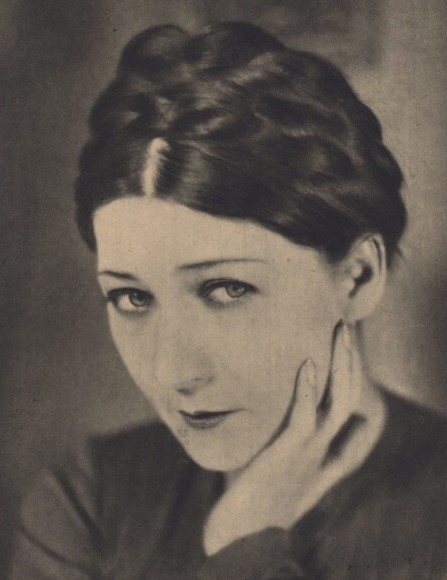
Molas veje

- Zet Molas, filmrendező és színésznő
- Mária Môťovská, Csehországban élő szlovák producer

## N
- Alice Nellis, játékfilm-rendező
- Jitka Němcová (1950), filmrendező és pedagógus
- Tereza Nvotová, filmrendező és színésznő
- Marta Nováková, filmrendező

## O
- Johana Ožvold (sz. Švarcová), dokumentumfilm-rendező, hangtervező és műsorvezető

## P
- Michaela Patríková, filmhangmérnök
- Irena Pavlásková Irena Pavlásková, filmrendező

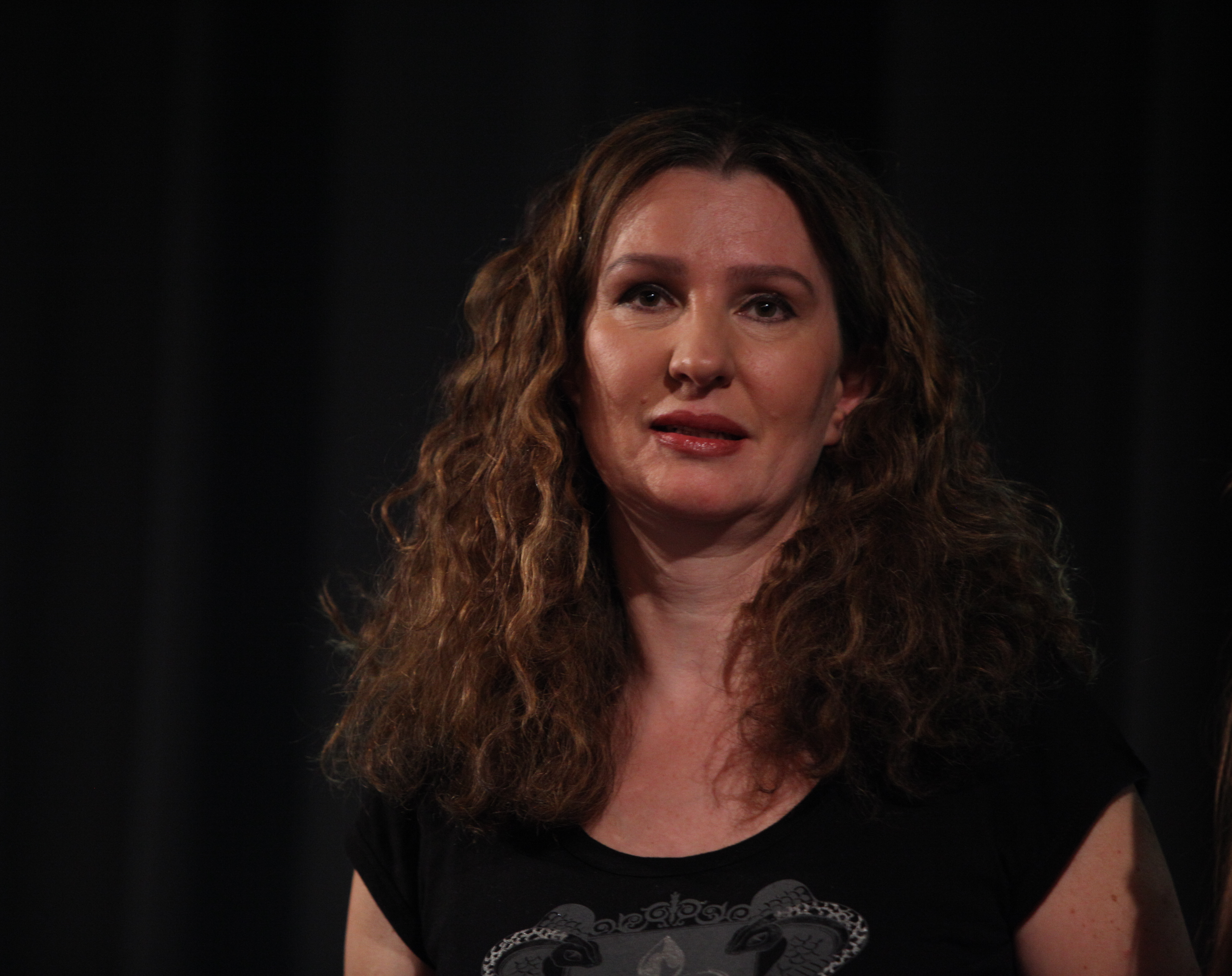
Irena Pavlásková

- Michaela Pavlátová, animátor, animációs filmek rendezője
- Jiřina Pěčová, filmvágó
- Hana Pinkavová (1950–) filmrendező és forgatókönyvíró
- Marcela Pittermannová, film dramaturg és forgatókönyvíró
- Věra Plívová-Šimková (1934–2024) filmrendező és forgatókönyvíró
- Jarmila Poláková, filmproducer
- Marie Poledňáková (1941–2022) filmrendező
- Vlasta Pospíšilová filmanimátor és rendező
- Alena Prokopová, filmes publicista

## R
- Olga Rautenkranzová, filmrendező a némafilm korszakából
- Slobodanka Radun, dokumentarista
- Jitka Rudolfová (1979), filmrendező
- Alice Růžičková, dokumentumfilm-rendező és kísérleti filmek szerzője, a FAMU dokumentumfilm-gyártási karának vezetője
- Olga Růžičková, filmrendező
- Apolena Rychlíková dokumentarista és publicista
- Anna Johnson Rynd, filmvágó

## S

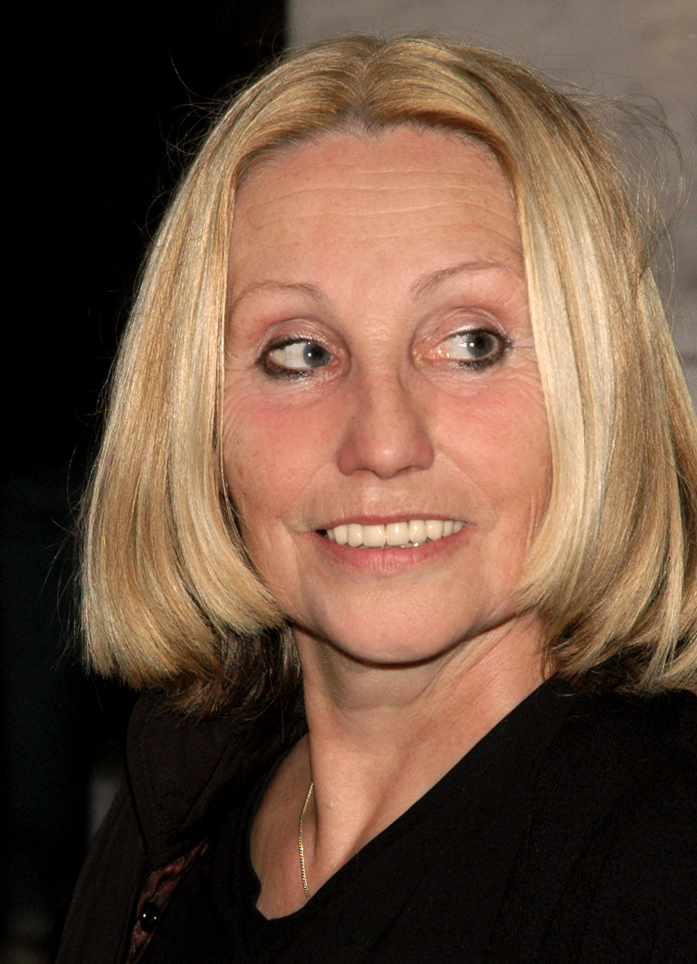
Olga Sommerová

- Eva Sadková (1931–2000), televíziós rendező
- Milada Sádková, filmvágó
- Andula Sedláčková, filmrendező
- Dagmar Sedláčková, filmproducer
- Andrea Slováková, dokumentumfilmes, a FAMU dékánja
- Anna Smoroňová, operatőr
- Olga Sommerová (1949), dokumentumfilmes, parlamenti képviselő
- Zuzana Špidlová (= Zuzana Kichnerová), filmrendező
- Greta Stocklassa, cseh-svéd dokumentumfilmes
- Karla Stojáková, filmproducer
- Vlasta Styblíková, filmvágó

## Š

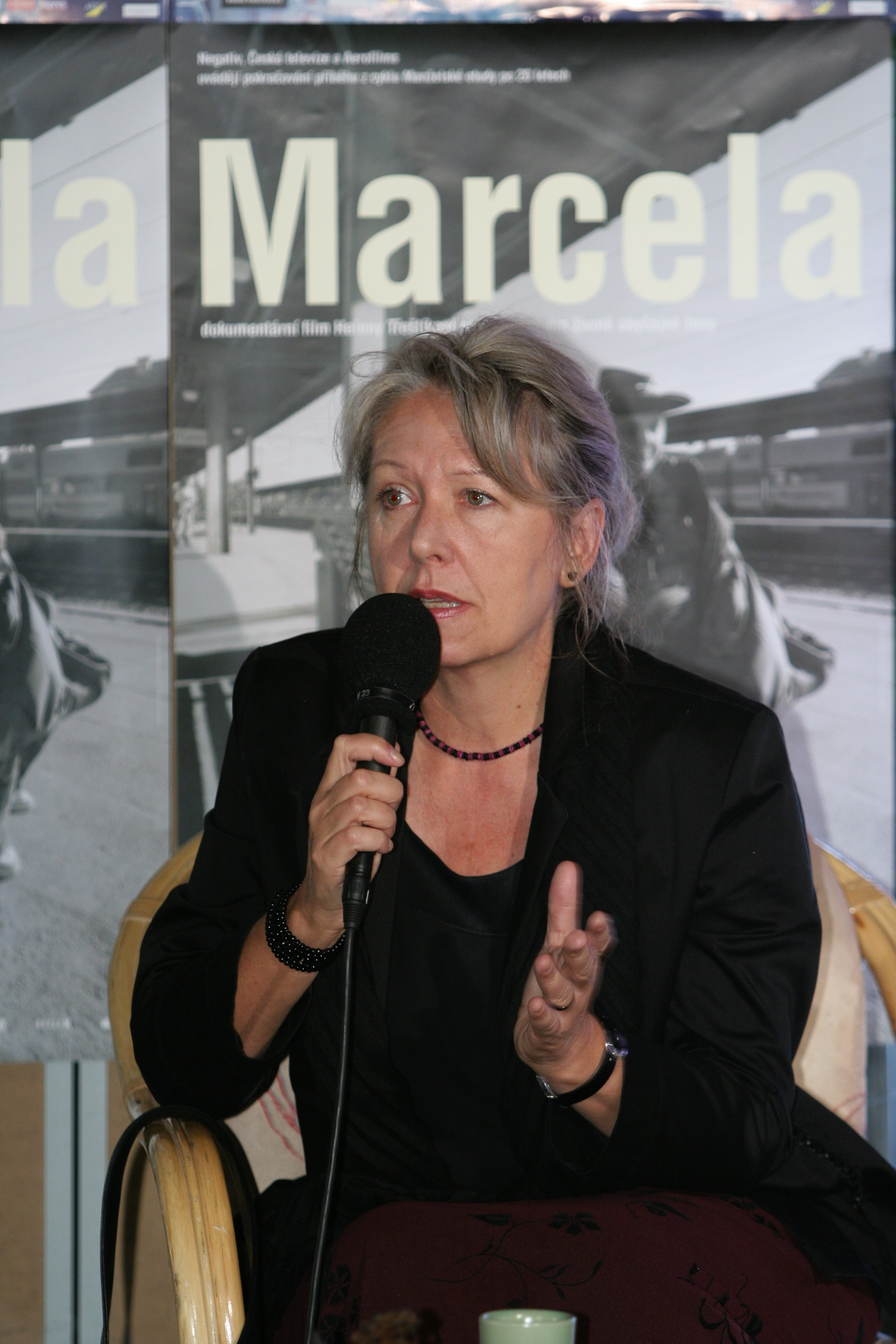
Helena Třeštíková a Marcela című film premierjén

- Jana Ševčíková, dokumentarista
- Adéla Špaljová, filmvágó
- Helena Třeštíková a Marcela című film premierjén Věra Štinglová, operatőr

## T
- Alice Tabery, dokumentarista és teoretikus
- Tereza Tara, dokumentumfilm-rendező
- Milada Těshitelová, filmforgatókönyv-író és dramaturg
- Yvon Teyssler, operatőr
- Helena Třeštíková (1949), dokumentumfilm-rendező
- Kateř Tureček, filmrendező és aktivista
- Hermína Týrlová, filmrendező és animátor

## U
- Radana Ulverová, filmes publicista
- Petra Ušelová, filmforgatókönyvíró

## V
- Diana Cam Van Nguyen, filmanimátor
- Drahomíra Vihanová, filmrendező
- Jaroslava Vošmiková (1943), filmrendező
- Hana Vyšínská, filmhangmérnök

## Ž
- Julie Žáčková, filmproducer

## Galéria

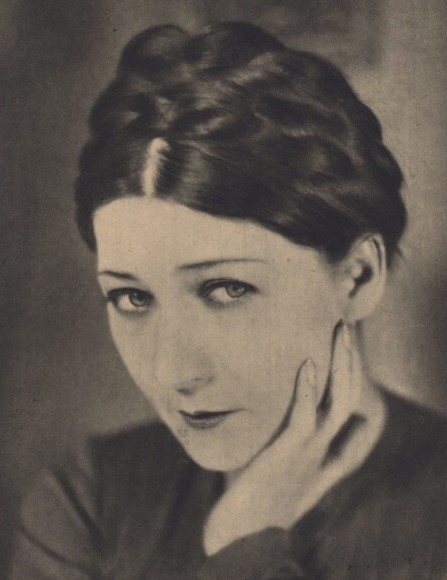
Zet Molas
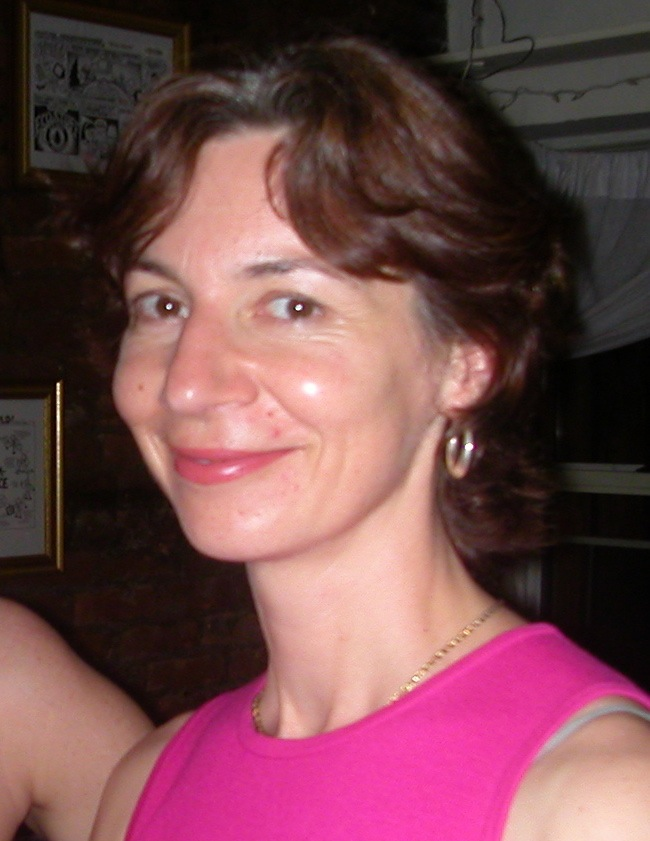
Michaela Pavlátová
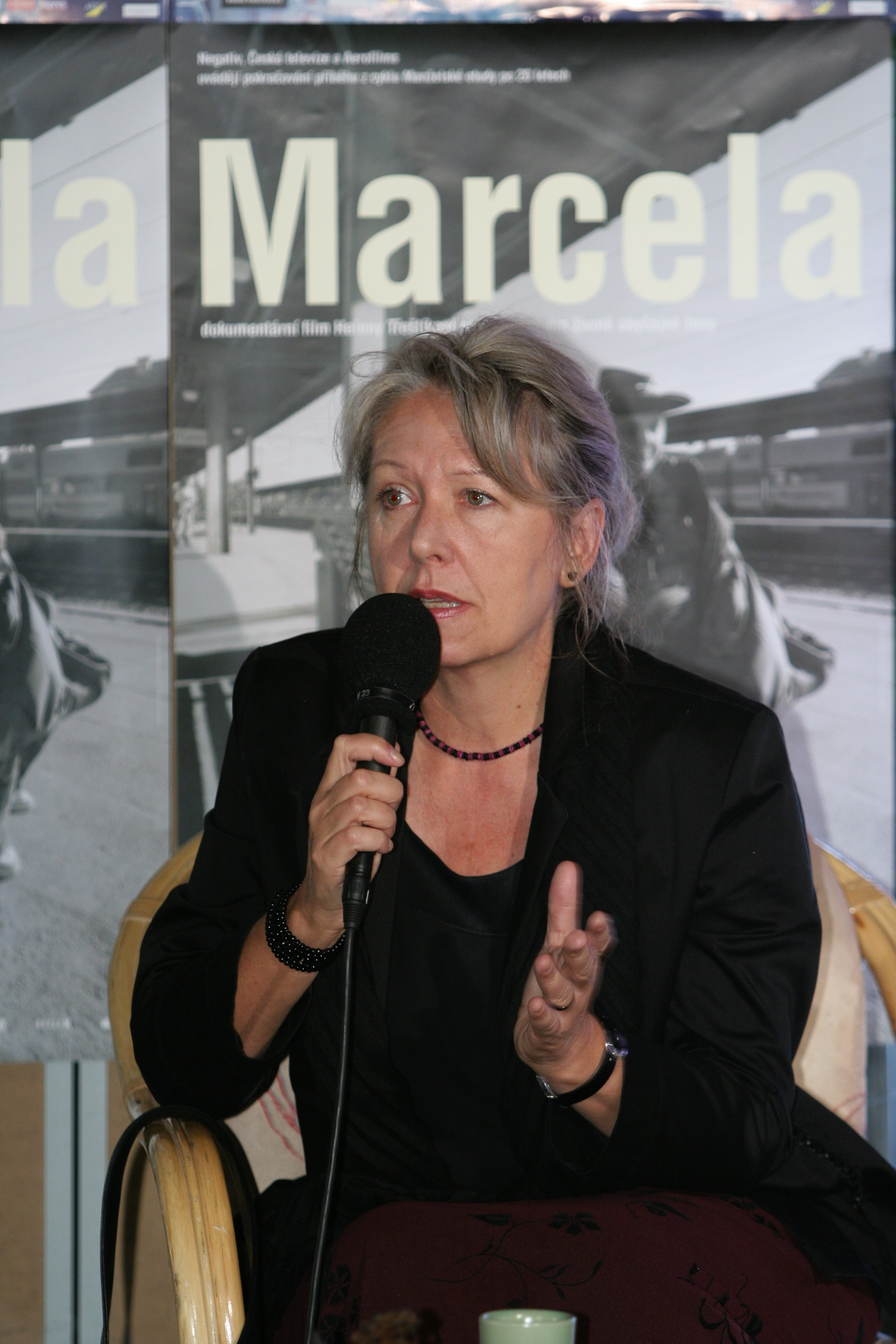
Helena Třeštíková
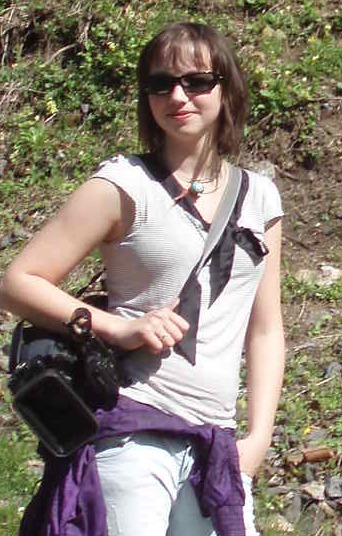
Tereza Nvotová
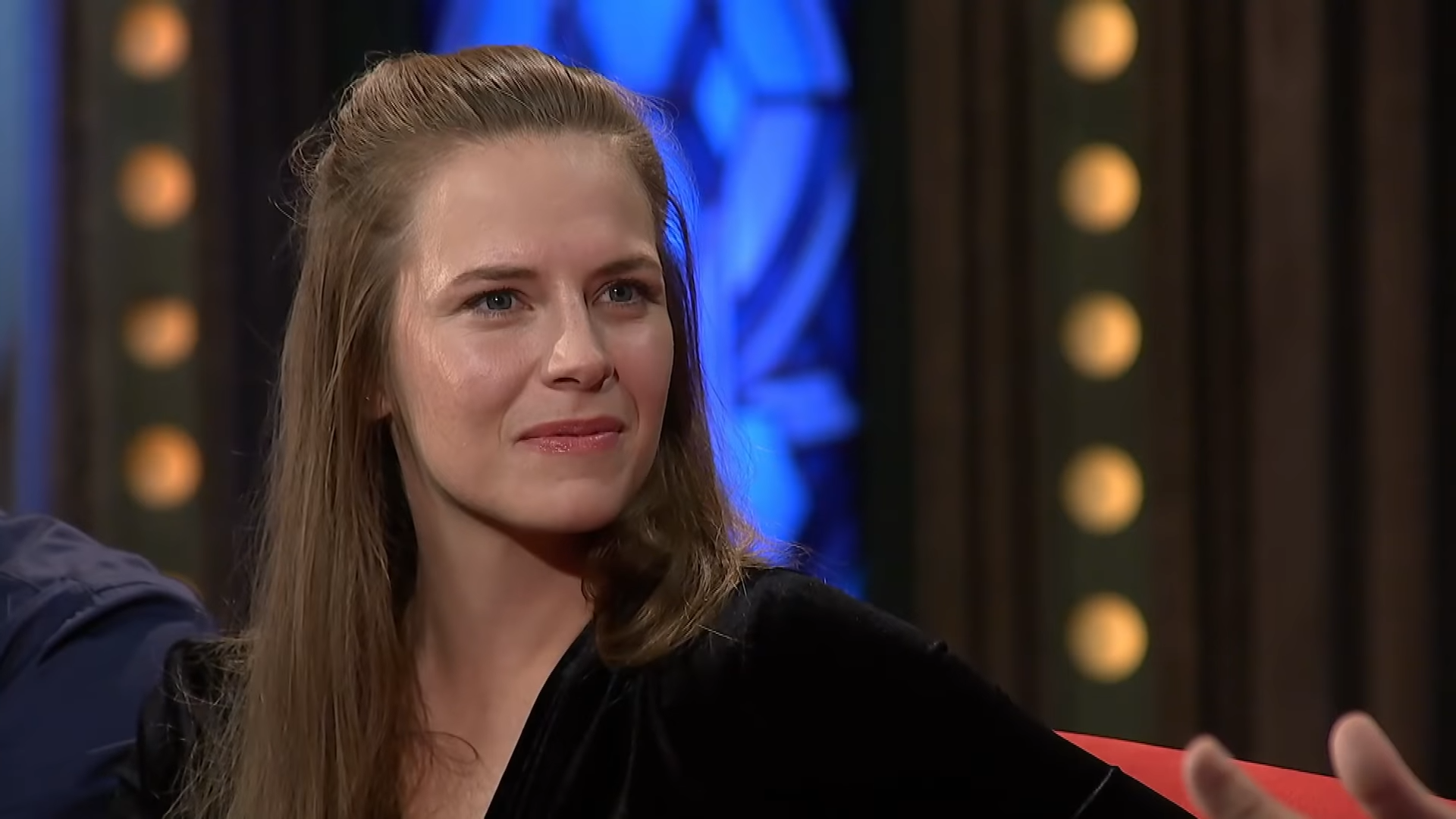
Petra Nesvačilová
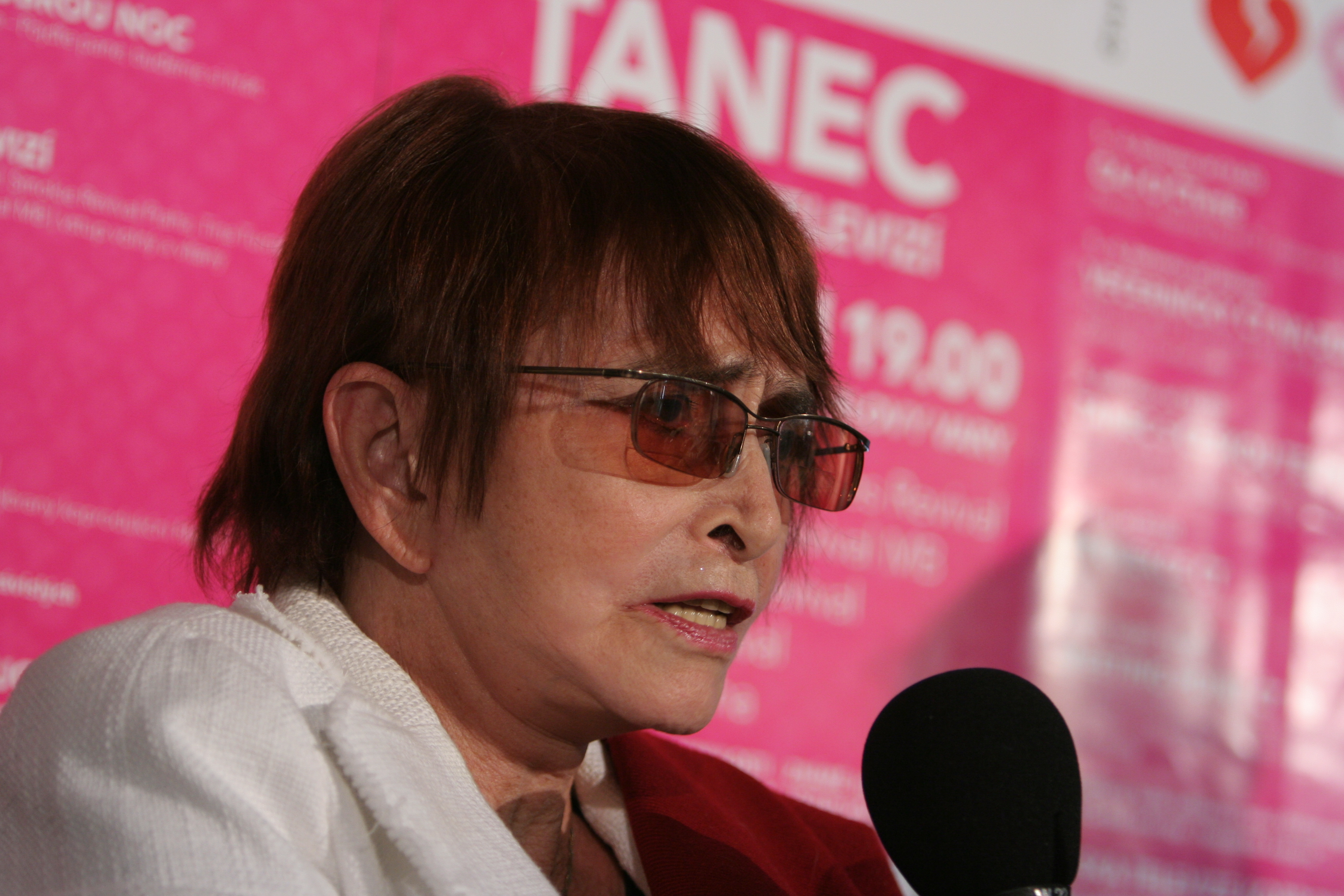
Vera Chytilová
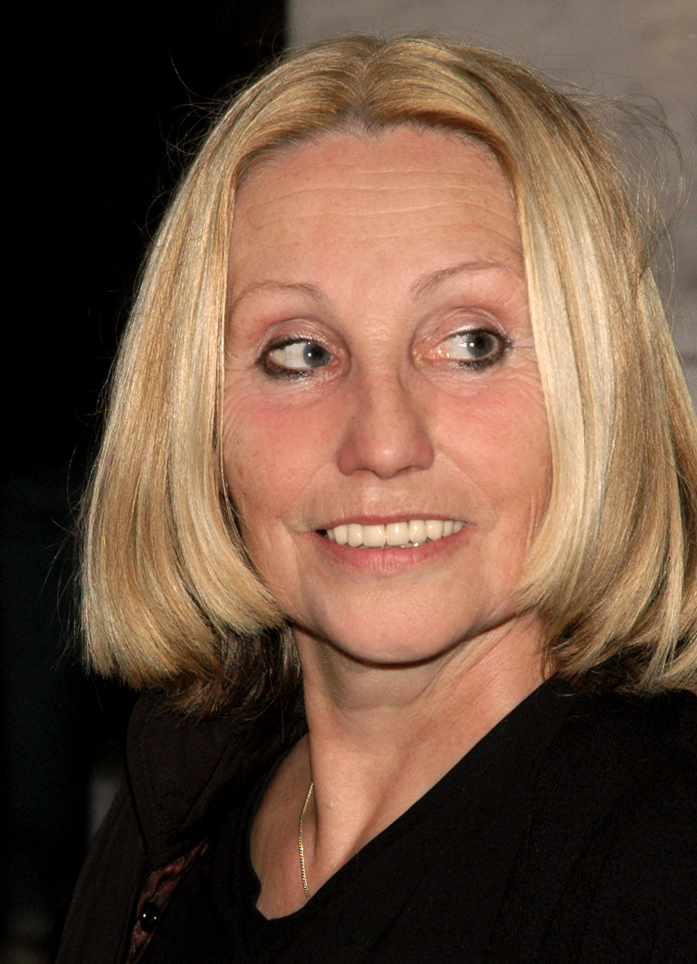
Olga Sommerová
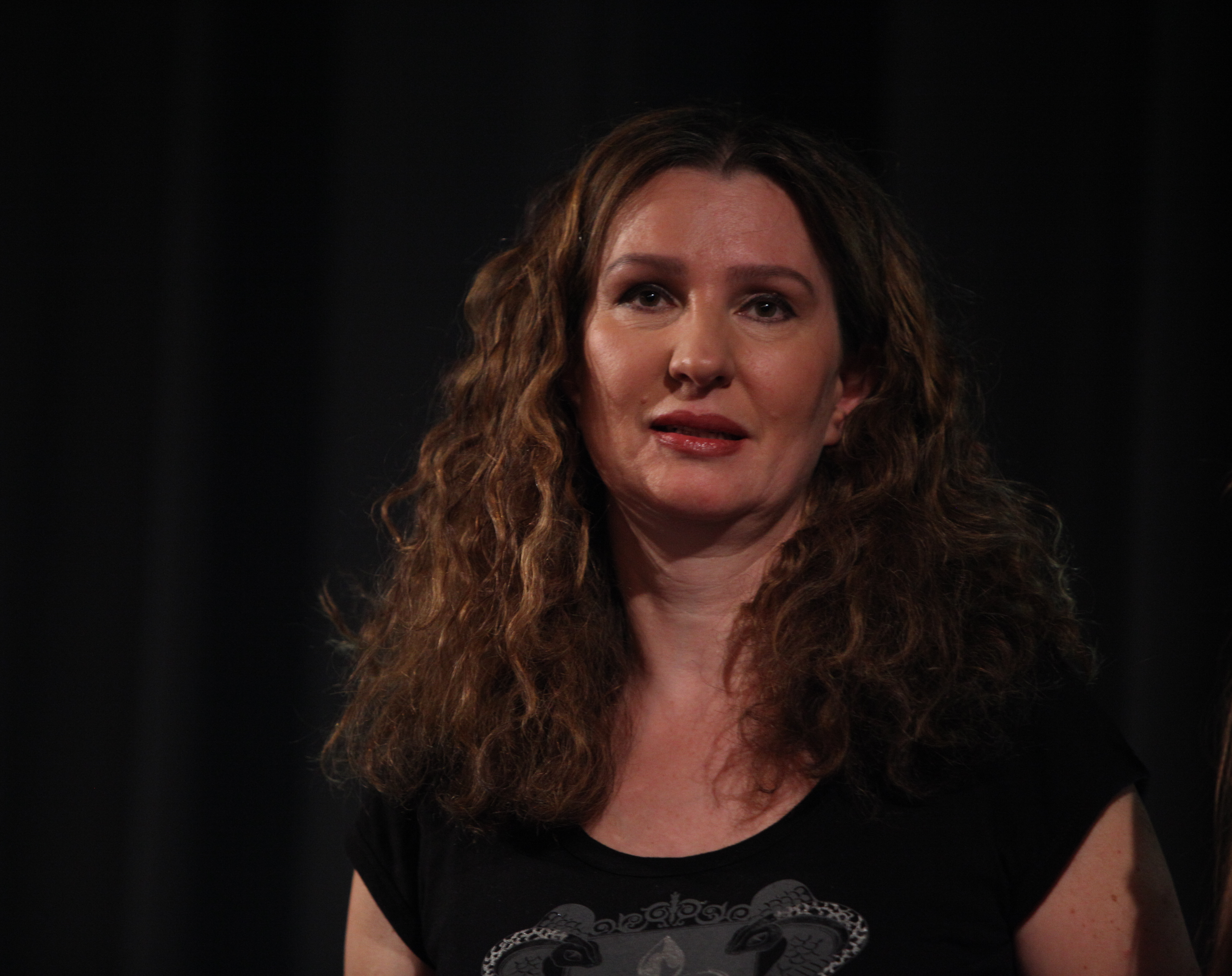
Irena Pavlásková

## Fordítás
Ez a szócikk részben vagy egészben  a   Seznam žen v českém filmu című cseh Wikipédia-szócikk ezen változatának fordításán alapul.  Az eredeti cikk szerkesztőit annak laptörténete sorolja fel. Ez a jelzés csupán a megfogalmazás eredetét és a szerzői jogokat jelzi, nem szolgál a cikkben szereplő információk forrásmegjelöléseként.